# 青夏：戀上你的30日
《青夏：戀上你的30日》是於2018年8月1日上映的日本戀愛電影，改編自南波敦子的漫畫《青夏 Ao-Natsu》，由古澤健執導，葵若菜和佐野勇斗擔任雙主演，實景拍攝而成。

## 故事概要
憧憬命中註定的愛情的女高中生船見理緒，決定在鄉下度過暑假，她在那裡認識了泉吟藏並對他產生了愛慕之情，但理緒被吟藏告知「我們生活在不同的世界」，並拒絕了她。這時，對理緒懷有戀愛感情的菅野祐真從東京來到鄉下，向理緒告白。理緒在吟藏和祐真之間左右為難，吟藏其實也暗戀理緒。在豐富的自然環境中，理緒和吟藏兩人一起享受燒烤、河邊戲水、煙火大會等夏季風物詩，夏天限定的戀情也就此展開。

## 登場角色
船見理緒（演：葵若菜）
泉吟藏（演：佐野勇斗）
大鳥萬里香（演：古畑星夏）
菅野祐真（演：岐洲匠）
櫻田彩矢（演：久間田琳加）
皆見浪尾（演：水石亞飛夢）
永村五月（演：秋田汐梨）
淺島高柳（演：志村玲於）
船見奈緒（演：霧島麗香）
船見颯太（演：南出凌嘉）
成瀨美緒（演：白川和子）
泉釀二（演：橋本潤）

## 製作人員
- 原作：南波敦子（日语：南波あつこ）《青夏 Ao-Natsu》
- 導演：古澤健（日语：古澤健）
- 劇本：持地佑季子
- 音樂：得田真裕
- 企劃製作人：平野隆（日语：平野隆）
- 攝影：小宮山充
- 編輯：松竹利郎
- 製片商：東北新社
- 製作：電影「青夏」製作委員會[8]

## 音樂
主題曲
- Mrs. GREEN APPLE青與夏（環球音樂／EMI Records）[8]

插入曲
- Mrs. GREEN APPLE點描之歌（feat. 井上苑子）（環球音樂／EMI Records）[8]
- THE BLUE HEARTS熱情的薔薇（日语：情熱の薔薇）

## 製作
本作多數場景在三重縣的伊勢志摩地區（鳥羽市、志摩市、度會郡南伊勢町、度會町、大紀町）拍攝，於2018年4月至5月間拍攝完成。選擇南伊勢町作為拍攝地點是因為其具有「自然豐富的鄉村」和「充滿夏日氣息」等特點，部分場景也在栃木縣佐野市進行拍攝。佐野勇斗透露，拍攝期間他幾乎都待在三重縣，除了拍攝空檔的日子外。與此同時，相關的合作宣傳廣告也在相同的地點，由工作人員及演員進行拍攝。2018年7月21日至22日，為了宣傳電影及促進觀光，大阪的每日放送M館舉辦了由伊勢志摩影像委員會主辦的「電影《青夏》×伊勢志摩拍攝地慶典」。電影上映後，伊勢志摩影像委員會也製作並發放了拍攝地點的地圖。

## 商業合作
本作與《BanG Dream! 少女樂團派對》、《Createバイト》及《モナ王》合作製作了宣傳廣告，葵若菜和佐野勇斗分別以理緒和吟藏的角色出演，為《BanG Dream!》的戶山香澄配音的愛美也在電影中友情客串。

## 外部連結
- 電影《青夏：戀上你的30日》官方網站（日語）
- 青夏：戀上你的30日的X（前Twitter）
- 《青夏》相關作品一覽 （页面存档备份，存于）－講談社Comics（日語）